# Diamond Bar
Diamond Bar, fundada en 1989, es una ciudad de clase pudiente ubicada en el condado de Los Ángeles en el estado estadounidense de California. En el año 2008 tenía una población de 60,360 habitantes y una densidad poblacional de 1,578.9 personas por km².

## Geografía
Diamond Bar se encuentra ubicada en las coordenadas 34°0′6″N 117°49′15″O / 34.00167, -117.82083. Según la Oficina del Censo, la ciudad tiene un área total de 38,23 km² (14,8 mi²), de la cual 38,23 km² (14,8 mi²) es tierra y 0 km² (0 mi²) (0%) es agua.

### Localidades adyacentes
El siguiente diagrama muestra las localidades de Diamond Bar, en un radio de 16 kilómetros (9,9 mi).

## Demografía
Según la Oficina del Censo en 2007 los ingresos medios por hogar en la localidad eran de $87,224, y los ingresos medios por familia eran $93,185. Los hombres tenían unos ingresos medios de $51,059 frente a los $37,002 para las mujeres. La renta per cápita para la localidad era de $33,540. Alrededor del 6.0% de la población estaban por debajo del umbral de pobreza.